# マーカス・ラッシュフォード
マーカス・ラッシュフォード（Marcus Rashford MBE, 1997年10月31日- ）は、イングランド・グレーター・マンチェスター州ウィゼンショー出身のサッカー選手。ラ・リーガ・FCバルセロナ所属。イングランド代表。ポジションはフォワード、ミッドフィールダー。

## クラブ経歴

### プロ入り前
マンチェスター南部のウィゼンショーで生まれ、5歳の時に地元のクラブであるフレッチャー・モス・レンジャーズでサッカーを始めた。その後、7歳の時にマンチェスター・ユナイテッドFCのアカデミーに参加した。2014-15シーズンのマンチェスター・ユナイテッドU-18の試合では25試合の先発で13得点を決めた。

### マンチェスター・ユナイテッド

#### 2015-16シーズン
2015年11月21日に行われたワトフォードFC戦や、翌週に行われたレスター・シティFC戦で初めてのトップチームのベンチ入りを果たすが出場はならなかった。2016年2月25日に行われたUEFAヨーロッパリーグ決勝トーナメント1回戦、FCミッティラン戦の2ndレグではアントニー・マルシャルの負傷により、急遽スターティングメンバーとして出場すると、デビュー戦で2ゴールをあげる活躍を見せ、1stレグを1-2で落としていたチームを救った。さらに、アーセナルFC戦でプレミアリーグデビューをすると、その試合でも2ゴール1アシストを記録し3-2での勝利に貢献した。2016年3月20日に行われたマンチェスター・シティ戦でもこの試合唯一となる決勝ゴールを決め、ダービーマッチ5戦ぶりの勝利を呼び寄せた。この得点はマンチェスター・ダービーにおける最年少得点記録ともなった。2016年5月30日、マンチェスター・ユナイテッドとの契約を2020年まで延長したことを発表した。

#### 2016-17シーズン
2016-17シーズン第3節のハル・シティFC戦では、途中出場からアディショナルタイムにシーズン初ゴールを記録。第5節のワトフォードFC戦、第6節のレスター戦と連続ゴールを決めた。しばらくゴールから遠ざかっていたが、4月9日のサンダーランドAFC戦で途中出場すると、ズラタン・イブラヒモビッチとのパス交換から角度のない所からシュートを決め、4月16日の首位チェルシーFCとの試合では先発出場し、2試合連続となるゴールを決め、勝利に貢献した。4月20日のUEFAヨーロッパリーグ 2016-17準々決勝、RSCアンデルレヒト戦の2ndレグでは1ゴール1アシストを記録し、チームのベスト4進出に貢献、この試合のマン・オブ・ザ・マッチにも選ばれた。続く準決勝のセルタ・デ・ビーゴ戦の1stレグではフリーキックを決め、2ndレグではマルアン・フェライニのヘディングでのゴールをアシストし、チームを勝利に導いた。

#### 2017-18シーズン

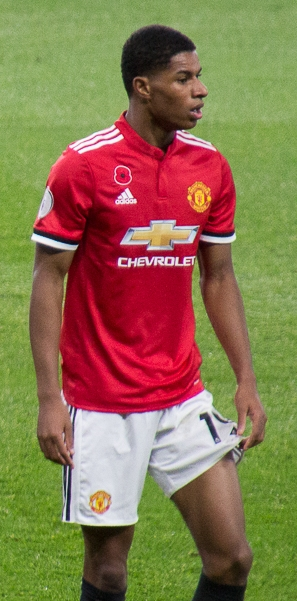
2017年

2017年8月26日、レスター・シティ戦では、途中出場から僅か3分後に、彼のシーズン初得点となる先制得点を決め、2-0での勝利に貢献、9月14日、UEFAチャンピオンズリーグ第1節のFCバーゼル戦ではCLデビューを飾り、得点も決めて勝利に貢献した。10月18日、UEFAチャンピオンズリーグのSLベンフィカ戦ではFKが相手ゴールキーパーのミスを誘い、結果的にゴールを決め、勝利に貢献、UEFAチャンピオンズリーグ最終節のCSKAモスクワ戦では決勝ゴールを決め、マンチェスター・ユナイテッドのグループリーグ突破に貢献した。2018年3月10日のリヴァプールFCとのナショナルダービーでは2得点の活躍で2-1の勝利をもたらした。

#### 2018-19シーズン
2018年8月5日、2018-19シーズンから背番号を10番に変更することを発表した。プレミアリーグ1月20日のプレミアリーグ第23節ブライトン戦では4試合連続となる決勝ゴールを決めた。それらの活躍からプレミアリーグ1月の月間最優秀選手賞を授与された。

#### 2019-20シーズン
2019-20シーズン、開幕戦のチェルシー戦で2ゴールの活躍で勝利に貢献、好調なスタートを切ると、10月20日のリヴァプール戦では17連勝していたリヴァプールの連勝を止めるゴールを決め、引き分けに持ち込んだ。第15節、ジョゼ・モウリーニョ前監督が就任したトッテナム戦では2ゴールを決め勝利に貢献、第16節のマンチェスター・ダービーでも先制点を決め勝利に貢献、早くも昨シーズン記録したプレミアリーグでのキャリアハイの10ゴールに並んだ。シーズン公式戦31試合で19ゴールを挙げていたが、1月15日のFAカップ3回戦再試合ウルヴァーハンプトン戦で背中を負傷長期離脱の見込みとなった。6月19日、第30節のトッテナム戦にて復帰、リーグ戦ではこれまでのキャリアで最高にしてチーム最多の17ゴールを決め、来季のチャンピオンズリーグ出場権獲得に貢献した。

#### 2020-21シーズン
チャンピオンズリーグ、グループステージ第2節のライプツィヒ戦でキャリア初のハットトリックを達成した。12月26日のレスター戦でゴールを決め、プレミアリーグ通算50ゴールを達成した。1月にスイスの調査機関「CIES Football Observatory」が算出した市場価値ランキングで、1億6560万ユーロ（約210億円）で世界1位になった。怪我を抱えながらも年間57試合21ゴール15アシストの成績を残した。

#### 2022-23シーズン
2022年9月、第6節アーセナル戦での2ゴール1アシストの活躍などにより、2度目のリーグ月間最優秀選手に選出された。第14節、ウェストハム戦で得点を挙げ、クラブでの通算100得点を記録した。2023年1月14日に行われた、マンチェスターシティとのマンチェスターダービーで逆転ゴールを決め、勝利に貢献した。このゴールは7戦連発となるゴールとなった。EFLカップ決勝のニューカッスル・ユナイテッドFC戦では勝利を決定的とするチームの2点目を決め、6シーズン振りとなるタイトルを獲得した。

#### 2023-24シーズン
昨季は公式戦30得点という活躍ぶりだったが、今シーズンは不調に陥り、ツイッター上では悪意を持った人物らから誹謗中傷を受けた。ラッシュフォードはメンタル面でも不調が出始めたことを受けて、当時の監督のエリック・テン・ハフは「私たちが彼をサポートし、昨季のようなレベルに戻れるよう後押しするべきだ」と述べ、ファンにも協力を求めた。

### アストン・ヴィラ
2025年2月2日、2024-25シーズン終了までの期限付き移籍でアストン・ヴィラFCに加入。20年過ごしてきたユナイテッドを離れることになった。なお、BBCによれば買取オプションが付帯するほか、給与の少なくとも75%をユナイテッドが負担し、ヴィラ側にはレンタル料が発生しないとされている。

### バルセロナ
2025年7月23日、FCバルセロナに今季シーズン終了までの期限付き移籍で加入した。約3000万ユーロ（約51億7000万円）の買い取りオプションが付帯している。背番号は14番。

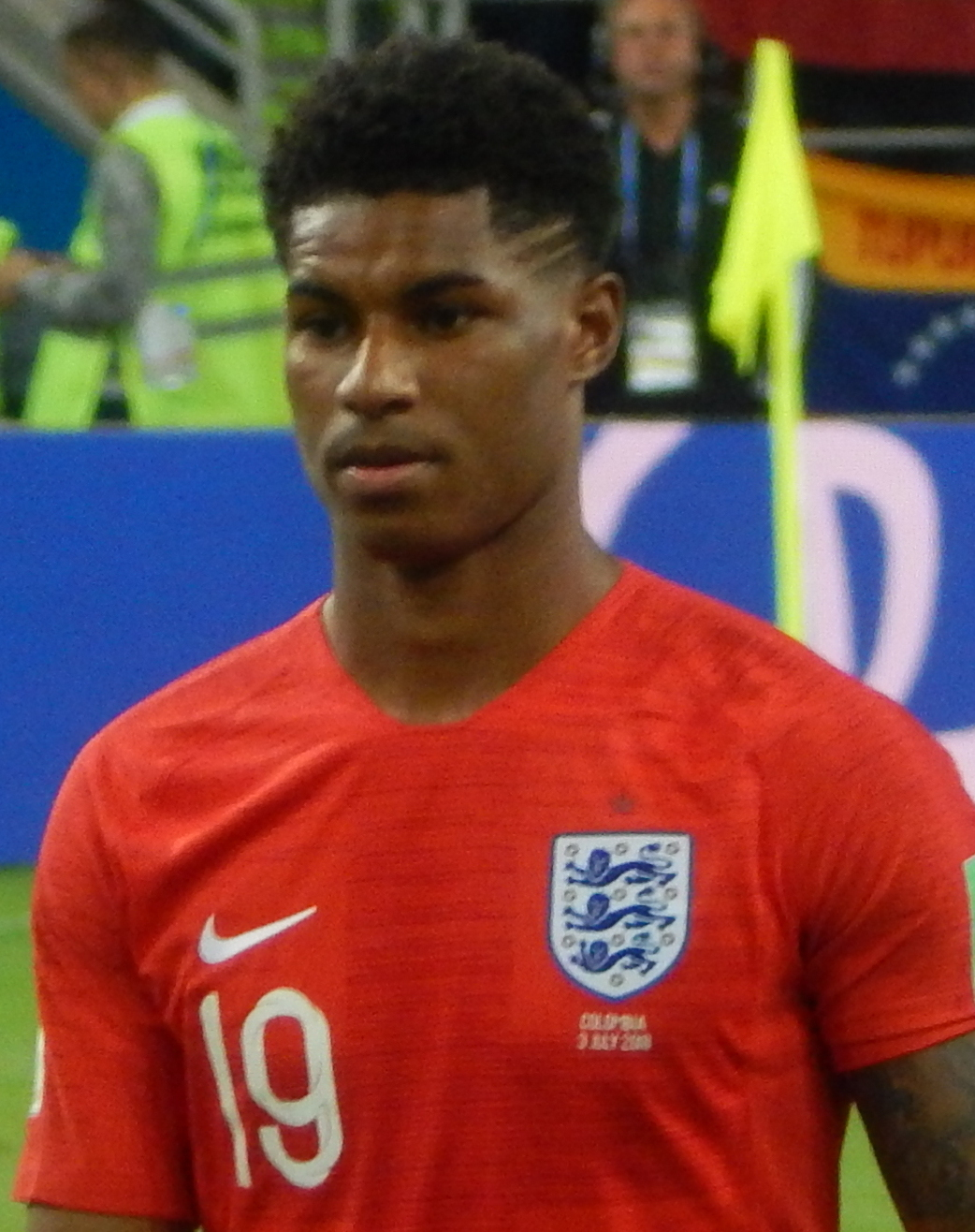
イングランド代表でのラッシュフォード（2018年）

## 代表経歴
2016年、UEFA EURO 2016に向けた候補メンバーでイングランド代表に初選出された。その後、5月27日のオーストラリア代表との親善試合で史上最年少記録となる得点を決めた。5月31日、UEFA EURO 2016の23人のメンバーに選出された。6月16日、グループリーグ第2戦のウェールズ戦ではイングランド代表史上最年少となる18歳228日でEURO初出場を飾った。2017年9月4日、2018 FIFAワールドカップ欧州予選のスロバキア代表との対戦では決勝点を決め、勝利に貢献した。2018 FIFAワールドカップでは途中出場で3位決定戦など、6試合に出場したが、無得点に終わった。UEFAネーションズリーグ2018-19、10月のスペイン戦では1ゴール1アシストの活躍でイングランド代表の対スペイン戦31年ぶりとなる勝利に貢献した。2021年、UEFA EURO 2020決勝のイタリア戦では延長後半終了間際にPK要員として途中出場、PK戦で3人目のキッカーとして登場したが、シュートを防がれてしまい、更に4人目のサンチョ、5人目のブカヨ・サカのシュートも防がれ、準優勝に終わった。2022年11月、クラブでの不調から一時は代表から外れていたが、ワールドカップカタール大会を戦うイングランド代表に選出され、1次リーグ初戦のイラン戦では途中出場し、1ゴールを挙げると、第3戦のウェールズ戦では先発起用され、直接FKでのゴールを含む2ゴールを挙げてチームの決勝トーナメント進出に貢献した。

## 評価
マンチェスター・ユナイテッドOBのドワイト・ヨークは「ゴールへの嗅覚を持ち、ストライカーに求められるほかのすべての要素も兼ね備えている。速いし、相手（ドリブルで）を抜くことができ、チャンスを作り、ゴールも決められる。」と評価した。

## エピソード
- 2020年、イングランドでは新型コロナウイルスの流行に伴うロックダウン中、貧困家庭の救済のために無料の学校給食制度を継続していたが、7月で終わる予定であった。しかし、ラッシュフォードがこれに対し、6月15日、下院議員宛に公開書簡を発表し、自身が貧しい家庭に育ち、子供の頃に無料給食に助けられたというエピソードを交えて、政府に方針の変更を訴えた。17日にはボリス・ジョンソン英首相と電話会談をし、無料給食制度の継続を取り付けた。これにより、イングランドの130万人の子供達が夏休み中も無料で給食を受け取る事ができるようになったと報じられている[36]。この行動が世界中から称讃され、7月15日にはマンチェスター大学から最年少の名誉博士号を授与されると発表された[37]。更に10月には大英帝国勲章も授与されている[38]。
- 2020年7月、リーズ・ユナイテッドFCの17年ぶりのプレミアリーグ昇格を自身のtwitterにて祝うと、そのツイートがマンチェスター・ユナイテッドファンから叩かれる事になり、ツイートを削除した。
- 2021年1月、SNS上で自身が人種差別の被害に遭ったことを明かした。その際、「僕は黒人で、毎日誇りを持って暮らしている。」と投稿している[39]。また、自分のアカウントをフォローしている様々な肌の色の子供たちに配慮して、人種差別メッセージの内容は公開しなかった。

## 個人成績

### クラブ
2022-23シーズン終了時点
| クラブ                       | シーズン | リーグ         | リーグ戦 | リーグ戦 | FAカップ | FAカップ | EFLカップ | EFLカップ | 国際大会 | 国際大会 | その他 | その他 | 合計 | 合計 |
| クラブ                       | シーズン | リーグ         | 出場     | 得点     | 出場     | 得点     | 出場      | 得点      | 出場     | 得点     | 出場   | 得点   | 出場 | 得点 |
| ---------------------------- | -------- | -------------- | -------- | -------- | -------- | -------- | --------- | --------- | -------- | -------- | ------ | ------ | ---- | ---- |
| マンチェスター・ユナイテッド | 2015-16  | プレミアリーグ | 11       | 5        | 4        | 1        | 0         | 0         | 3        | 2        | 0      | 0      | 18   | 8    |
| マンチェスター・ユナイテッド | 2016-17  | プレミアリーグ | 32       | 5        | 3        | 3        | 6         | 1         | 11       | 2        | 1      | 0      | 53   | 11   |
| マンチェスター・ユナイテッド | 2017-18  | プレミアリーグ | 35       | 7        | 5        | 1        | 3         | 2         | 8        | 3        | 1      | 0      | 52   | 13   |
| マンチェスター・ユナイテッド | 2018-19  | プレミアリーグ | 33       | 10       | 4        | 1        | 0         | 0         | 10       | 2        | 0      | 0      | 47   | 13   |
| マンチェスター・ユナイテッド | 2019-20  | プレミアリーグ | 31       | 17       | 4        | 0        | 3         | 4         | 6        | 1        | 0      | 0      | 44   | 22   |
| マンチェスター・ユナイテッド | 2020-21  | プレミアリーグ | 37       | 11       | 3        | 1        | 4         | 1         | 13       | 8        | 0      | 0      | 57   | 21   |
| マンチェスター・ユナイテッド | 2021-22  | プレミアリーグ | 25       | 4        | 2        | 0        | 0         | 0         | 5        | 1        | -      | -      | 32   | 5    |
| マンチェスター・ユナイテッド | 2022-23  | プレミアリーグ | 35       | 17       | 6        | 1        | 6         | 6         | 9        | 6        | -      | -      | 56   | 30   |
| 通算                         | 通算     | 通算           | 239      | 76       | 31       | 8        | 22        | 14        | 65       | 25       | 2      | 0      | 359  | 123  |

### 代表
出場大会
- イングランド代表

2016年 - UEFA EURO 2016（ベスト16）
2018年 - 2018 FIFAワールドカップ（4位）
2018年 - UEFAネーションズリーグ2018-19
2020年 - UEFAネーションズリーグ2020-21
2021年 - UEFA EURO 2020（準優勝）
2022年 - 2022 FIFAワールドカップ（ベスト8）
試合数
2023年11月20日現在
- 国際Aマッチ 59試合 17得点（2016年 - ）[41]

| イングランド代表 | 国際Aマッチ | 国際Aマッチ |
| 年               | 出場        | 得点        |
| ---------------- | ----------- | ----------- |
| 2016             | 6           | 1           |
| 2017             | 9           | 1           |
| 2018             | 16          | 4           |
| 2019             | 7           | 4           |
| 2020             | 2           | 1           |
| 2021             | 6           | 1           |
| 2022             | 5           | 3           |
| 2023             | 8           | 2           |
| 2024             |             |             |
| 通算             | 59          | 17          |

得点
| #   | 年月日          | 開催地                                                | 対戦国         | スコア | 結果       | 試合概要                       |
| --- | --------------- | ----------------------------------------------------- | -------------- | ------ | ---------- | ------------------------------ |
| 1.  | 2016年5月27日   | サンダーランド、スタジアム・オブ・ライト              | オーストラリア | 1–0    | 2–1        | 親善試合                       |
| 2.  | 2017年9月4日    | ロンドン、ウェンブリー・スタジアム                    | スロバキア     | 2–1    | 2–1        | ロシアW杯・予選                |
| 3.  | 2018年6月8日    | リーズ、エランド・ロード                              | コスタリカ     | 1–0    | 2–0        | 親善試合                       |
| 4.  | 2018年9月8日    | ロンドン、ウェンブリー・スタジアム                    | スペイン       | 1–0    | 1–2        | UEFAネーションズリーグ         |
| 5.  | 2018年9月11日   | レスター、キング・パワー・スタジアム                  | スイス         | 1–0    | 1–0        | 親善試合                       |
| 6.  | 2018年10月15日  | セビリア、エスタディオ・ベニート・ビジャマリン        | スペイン       | 2–0    | 3–2        | UEFAネーションズリーグ         |
| 7.  | 2019年6月6日    | ギマランイス、エスタディオ・D. アフォンソ・エンリケス | オランダ       | 1–0    | 1–3 (延長) | UEFAネーションズリーグ・準決勝 |
| 8.  | 2019年10月15日  | ソフィア、ヴァシル・レフスキ国立競技場                | ブルガリア     | 1–0    | 6–0        | UEFA EURO 2020予選             |
| 9.  | 2019年11月15日  | ロンドン、ウェンブリー・スタジアム                    | モンテネグロ   | 4–0    | 7–0        | UEFA EURO 2020予選             |
| 10. | 2019年11月17日  | プリシュティナ、スタディウミ・ファディル・ボクリ      | コソボ         | 3–0    | 4–0        | UEFA EURO 2020予選             |
| 11. | 2020年11月111日 | ロンドン、ウェンブリー・スタジアム                    | ベルギー       | 1–1    | 2–1        | UEFAネーションズリーグ         |
| 12. | 2021年6月6日    | ミドルズブラ、リヴァーサイド・スタジアム              | ルーマニア     | 1–0    | 1–0        | 親善試合                       |
| 13. | 2022年11月21日  | ライヤーン、ハリーファ国際スタジアム                  | イラン         | 5–1    | 6–2        | カタールW杯                    |
| 14. | 2022年11月29日  | ライヤーン、アフメド・ビン＝アリー・スタジアム        | ウェールズ     | 1–0    | 3–0        | カタールW杯                    |
| 15. | 2022年11月29日  | ライヤーン、アフメド・ビン＝アリー・スタジアム        | ウェールズ     | 3–0    | 3–0        | カタールW杯                    |
| 16. | 2023年6月19日   | マンチェスター、オールド・トラッフォード              | 北マケドニア   | 3–0    | 7–0        | UEFA EURO 2024予選             |
| 17. | 2023年10月17日  | ロンドン、ウェンブリー・スタジアム                    | イタリア       | 2-1    | 3-1        | UEFA EURO 2024予選             |

## タイトル

### クラブ
マンチェスター・ユナイテッドFC
- FAカップ：2015-16
- コミュニティー・シールド：2016
- EFLカップ：2回（2016-17,2022-23）
- UEFAヨーロッパリーグ：2016-17

### 個人
- ジミー・マーフィ年間最優秀若手選手賞：2015-16
- PFA月間最優秀選手賞　2019年1月、2022年9月、2023年1月